# Грег Гърман
Грегъри Андрю „Грег“ Гърман (на английски: Gregory Andrew 'Greg' Germann; роден на 26 февруари 1958 г.) е американски актьор. Известен е с ролята си на адвоката Ричард Фиш в комедийния сериал „Али Макбийл“ (1997 – 2002).

## Частична филмография
- 1994 – „Реална опасност“ (Clear and Present Danger)
- 1994 – „Коефициент за интелигентност“ (I.Q.)
- 2001 – „Обратно на земята“ (Down to Earth)
- 2001 – „Месец любов“ (Sweet November)
- 2001 – „Невероятният Джо“ (Joe Somebody)
- 2006 – „Рики Боби: Лудият на макс“ (Talladega Nights: The Ballad of Ricky Bobby)
- 2008 – „Гръм“ (Bolt)
- 2012 – „Тежка категория“ (Here Comes the Boom)
- 2015 – „Пандиз експерт“ (Get Hard)